# 丈部
丈部あるいは戈部、杖部（はせつかべ）とは、大和政権で馳使、あるいは宮廷での雑役・警備を務めたと思われる職業部(品部)。

## 職掌について
「丈部」は「馳使部（はせつかべ）」であり、令制下の「駈使丁」の前身であろうと大塚徳郎は述べている。これに対し、佐伯有清は令制の使部の前身の、軍事的な性格の強い部であるとしており、標識として「杖」を携帯し、公用の馳使（走り使い）として往来したのではないか、杖を帯して大王に近侍し、「杖」が「丈」と省略されて「丈部」と称するようになったのではないか、杖を介して警護や雑役にあたったのではないか、と述べている。
稲荷山古墳出土鉄剣の銘文には、「杖刀人」とあり、その「乎獲居臣」（をわけのおみ）は(一般には記紀の大彦命の子にあたると見られているが)実は阿倍臣のことであり、阿倍氏に従属する部曲（かきべ）ではなかったのかという説を、太田亮や岸俊男は唱えている。これに対し、井上光貞は朝廷に服属する品部の一種であろうと「国造制の成立」という論文で述べている。
「万葉集」巻第三、443番では、判官（じょう）である大伴宿禰三中（おおとも の すくね みなか）が首つり自殺した摂津国の史生（ししょう＝班田の書記）、丈部竜麻呂（はせべ の たつまろ）を悼んで、以下のように詠んでいる。
ここからも、丈部が単に走り使いをする部民ではなく、軍事的部民であるとみることができる。
「正倉院文書」では、丈部造子虫のことが、「使部子虫」とみえ、丈部が「使部」と表記されていることからも、丈部が軍事的色彩の強い使部の前身と説くことができる。

## 氏族について
丈部氏は『新撰姓氏録』では「天足彦国押人命（あめたらしひこくにおしひと の みこと）の孫、比古意祁豆命（ひこおげつ の みこと）の子孫」とされており、和泉国皇別では、丈部首氏は「武内宿禰の息子の紀角宿禰の子孫」となっている。このほか、右京皇別では、丈部造氏は「孝元天皇の皇子、大彦命の子孫」と記載されている。

丈部氏は東国・北陸・出雲国に多く集中しており、「連」・「直」の姓を持つ東国の一族は、「丈部」を統率する地方の伴造と思われる。また、『続日本紀』では「丈部大麻呂」など、数多くの「丈部」氏族が活躍している。
『万葉集』巻第二十には、無姓のものも含めて丈部氏の防人の歌も多く収録されている。